# دوني ماكنزي
دوني ماكنزي (بالإنجليزية: Donnie McKenzie)‏ هو مبارز بالسيف بريطاني، ولد في 3 يونيو 1960 في إدنبرة في المملكة المتحدة.

## وصلات خارجية
- دوني ماكنزي على موقع أوليمبيديا (الإنجليزية)
- دوني ماكنزي على موقع اللجنة الأولمبية البريطانية (الإنجليزية)